# Església de Sant Miquel (Llucmajor)
L'església parroquial de Sant Miquel és la més important església de Llucmajor, Mallorca, d'estil neoclassicista amb influxos barrocs i manca d'ornaments arquitectònics. La fàbrica de l'edifici parroquial, vist des de l'exterior, es caracteritza per la seva grandiositat.
El primer projecte del temple actual, atribuït al mestre d'obres Antoni Mesquida Tomàs, data de 1770. Les obres s'iniciaren el 1784, i es varen perllongar durant molts d'anys. Un dels problemes més greus va ser el cobriment del transsepte, que fou solucionat per l'arquitecte Isidro González Velázquez, arquitecte de la Casa Reial, que s'havia refugiat a Mallorca a causa de la guerra del francès. S'utilitzà marès de les pedreres del terme (Galdent, Son Fullana i Son Mulet).

## Exterior

### Portals
Té tres entrades: el portal major, al carrer del Born, al qual s'accedeix pujant uns escalons, i dues de laterals, al Lloc Sagrat (antic Fossar de la Vila). El portal major, allindanat, emmarcat per un arc de mig punt amb esplandit formant arquivoltes que augmenten progressivament des de l'interior cap a l'exterior. En el timpà s'obre una fornícula amb la imatge de sant Miquel Arcàngel. En el segon cos, damunt el portal, una rosassa. A sobre, coronant la façana, hi ha un frontó de forma triangular que té una creu en el vèrtex superior. Al Lloc Sagrat, la façana presenta dos portals: l'anomenat Portal d'Enmig i el Portal de les Dones. El primer, emmarcat per dues pilastres i un entaulament rematat per una cornisa sobre la qual hi ha una fornícula amb la imatge de santa Catalina Thomàs.

### Façanes
Les façanes laterals són llargueres. Es diferencien en el fet que a la de la dreta hi ha el campanar adossat, i a la de l'esquerra sobresurt la capella del Roser, una de les poques restes de l'església anterior. Per evitar la monotonia dels murs laterals es deixaren obertes tres arcades a la façana de llevant i quatre a la de ponent, una de les quals és cegada perquè es correspon amb el lloc on hi havia d'haver el segon campanar projectat per l'arquitecte Isidro González Velázquez. A la part posterior sobresurt l'absis de planta semioctogonal.

### Campanar
El campanar és de base quadrangular, dividit en cinc cossos, el darrer de planta octogonal i coronat per una cúpula semblant a un templet, rematada per un obelisc. S'acabà de construir el 1822.

## Interior
La planta és basilical d'una sola nau amb sis capelles laterals a cada costat amb la coberta de mig canó amb llunetes, i dividida en sis trams per pilastres dòriques que sostenen els arcs faixons de la volta principal. Les capelles s'obren a la nau central mitjançant arcs de mig punt. Per sobre hi ha quadres d'una grandària considerable. El creuer és de volta de canó en els braços, i a la zona d'encreuament s'aixeca una gran cúpula que descansa sobre petxines, a la clau de la qual hi ha una pintura de l'arcàngel sant Miquel, obra del pintor Pau Oms (1816). Ambdós braços del creuer presenten a cada costat dos portals en forma de frontispici clàssic que comuniquen un amb la sagristia i l'altre, amb l'exterior. Accedint al temple pel portal principal, a la dreta es troba el portal d'accés al cor i al campanar, seguit d'una capella amb la pica baptismal. El cor, amb una barana, està sostingut per dues grans columnes que defineixen tres arcs, el del centre més gran que els laterals, a damunt les claus i tres cartel·les. Damunt el portal d'enmig hi ha l'orgue, de tres teclats, que fou construït per l'orguener suís Ludwig Scherrer (1804) per a església de Santa Eulàlia de Palma. Va ser traslladat a Llucmajor el 1912 i fou restaurat l'any 1984.